# Enrico Maria Salerno
Enrico Maria Salerno (* 18. September 1926 in Mailand; † 28. Februar 1994 in Rom) war ein italienischer Schauspieler und Filmregisseur. 

## Leben
Salerno kam mit seiner Familie als Kind nach Rom. 1949 war er erstmals Teil einer Schauspieltruppe und spielte bis 1952 auch an den „Piccoli Teatri“ von Mailand und Rom. Ab 1954/1955 trat er im Teatro Stabile in Genua auf, drei Jahre später feierte Salerno einen seiner größten Bühnenerfolge mit „Il diavolo Peter“ von Salvato Capelli. Die erste bedeutende Filmrolle folgte 1959; auf der Leinwand brachte er seine Fähigkeiten neben Werken von Bedeutung auch in zahlreiche Genreproduktionen ein.
1960 gründete Salerno mit Giancarlo Sbragia und Ivo Garrani „La Compagnia degli Attori Associati“, die sich neben Inszenierungen auch um soziale Belange von Schauspielern kümmerte. Auch die von ihm im gleichen Jahr mitbegründete „Società Attori Italiani“ war berufsständisch tätig. Seine Bühnenrollen blieben zahlreich und voller Erfolge; er wird als „vollständigster“ Schauspieler bezeichnet, der ebenso begabt wie skurril war. Ab 1964 war Salerno die italienische Synchronstimme von Clint Eastwood bei Sergio Leones Dollars-Trilogie-Filmen sowie die von  Jesus Christus im Film Il vangelo secondo Matteo (Das 1. Evangelium – Matthäus) unter der Regie von Pier Paolo Pasolini.
In den folgenden Jahren spielte Salerno parallel für den Film, wo er sich nur für am Tage stattfindende Drehs verpflichten ließ, und auf der Bühne. Ab Mitte der 1980er Jahre war auch das Fernsehen unter seinen Arbeitgebern. Arthur Millers Tod eines Handlungsreisenden war 1993 in eigener Regie seine letzte Rolle.
Salerno wurde für seinen Regieerstling Anonimo veneziano mit einem Spezial-David di Donatello ausgezeichnet; bereits 1961 hatte er für seine Interpretation in La lunga notte del'43 einen Nastro d’Argento erhalten.

## Filmografie (Auswahl)
Darsteller
- 1954: Torpedomänner greifen an (Siluri umani)
- 1959: Wilder Sommer (Estate violenta)
- 1960: Glut (The Angel Wore Red)
- 1960: Archimedes – Der Löwe von Syrakus (L’assedio di Siracusa (Archimede))
- 1960: Es war Nacht in Rom (Era notte a Roma)
- 1960: Die lange Nacht von 43 (La lunga notte del ’43)
- 1960: Sappho, Venus von Lesbos (Saffo, venere di Lesbo)
- 1961: Herkules erobert Atlantis (Ercole alla conquista di Atlantide)
- 1961: Die nackte Odyssee (Odissea nuda)
- 1962: Die eiserne Maske (L’uomo dalla maschera di ferro)
- 1962: Die schöne Ippolita (La bellezza d’Ippolita)
- 1962: Erotica (L’amore difficile)
- 1963: In Ketten zum Schafott (Il fornaretto di Venezia)
- 1964: Der Boss hat sich was ausgedacht (Échappement libre)
- 1964: Drei Liebesnächte (3 notti d'amore)
- 1964: Liebe im Zwielicht (La fuga)
- 1964: Unter dem Himmel von Florenz (La costanza della ragione)
- 1965: Casanova ’70
- 1966: Die Gespielinnen (Le fate)
- 1965: Ich habe sie gut gekannt (Io la conoscevo bene)
- 1966: Drei Pistolen gegen Cesare (Tre pistole contro Cesare)
- 1966: Ein Sommer zu dritt (L’estate)
- 1966: Die Stationen unserer Liebe (Le stagioni del nostro amore)
- 1966: Das Superding der 7 goldenen Männer (Il grande colpo dei 7 uomini d'oro)
- 1966: Die unglaublichen Abenteuer des hochwohllöblichen Ritters Branca Leone (L’armata Brancaleone)
- 1967: Das älteste Gewerbe der Welt (Le plus vieux métier du monde)
- 1967: Bandidos (Bandidos)
- 1968: Candy
- 1968: Django – Unbarmherzig wie die Sonne (Sentenza di morte)
- 1968: Der letzte Zug nach Durango (Un treno per Durango)
- 1969: Erotica (L'amore difficile)
- 1969: Königstiger vor El Alamein (La battaglia di El Alamein)
- 1970: Das Geheimnis der schwarzen Handschuhe (L'uccello dalle piume di cristallo)
- 1970: Priester, du sollst nicht ohne Liebe leben (Il prete sposato)
- 1971: Begegnung und Wende (Tre donne - 2: 1943: un incontro) (Fernsehfilm)
- 1972: Gewalt – die fünfte Macht im Staat (La violenza: quinto potere)
- 1972: Das Mädchen und der Mörder (L‘assassinat de Trotsky)
- 1972: Das Syndikat (La polizia ringrazia)
- 1973: Auf verlorenem Posten (La polizia è al servizio del cittadino?)
- 1973: Betrachten wir die Angelegenheit als abgeschlossen (No, il caso è felicemente risolto)
- 1973: Der unerbittliche Vollstrecker (La polizia sta a guardare)
- 1973: Die weiße Mafia (Bisturi, la mafia bianca)
- 1974: Night Train – Der letzte Zug in die Nacht (L'ultimo treno della notte)
- 1974: Das Profi Ding (´Hold-Up`, instantánea de una corrupción)
- 1975: Die grausamen Drei (Fango bollente)
- 1975: Hetzjagd ohne Gnade (La città gioca d'azzardo)
- 1975: Die linke Hand des Gesetzes (La polizia interviene: ordine di uccidere!)
- 1981: Eine Kugel für den Bullen (Il carabiniere)
- 1986: Klauen will gelernt sein (Scuola di ladri)

Regisseur
- 1970: Des Lebens Herrlichkeit (Anonimo veneziano) (auch Drehbuch)
- 1972: Liebe Eltern (Cari genitori) (auch Drehbuch)
- 1978: Geliebte Sena (Eutanasia di un amore) (auch Darsteller)
- 1990: Disparamente Giulia (Fernsehfilm) (auch Darsteller)